# Hiromi Sato
Hiromi Sato (佐藤 ひろ美, Satō Hiromi, nascida em 10 de dezembro de 1970) é uma ex-cantora e compositora natural de Iwate, Japão.
Ela escreveu e cantou músicas para diversos jogos eletrônicos e animações japonesas, como Mizuiro, Please Twins!, Green Green e Galaxy Angel. Ela também compôs músicas para outros artistas. Até 10 de dezembro de 2005, seu nome era escrito como foi dado no seu nascimento, 佐藤裕美, mas foi mudado para 佐藤ひろ美 porque muitos se confundiam, lendo "Yuumi" ao invés de "Hiromi". Ela fundou a agência S que gerencia diversos artistas (como Faylan e Sakuragawa Megu [atualmente], além de outros notáveis artistas no passado, como Shouta Aoi e Nitta Emi) hoje faz parte da ARIA Entertainment, empresa da qual Hiromi é afiliada.
Seu apelido é "Hiromin".

## Biografia
Hiromi nasceu em Ootsuchi, na prefeitura de Iwate, no Japão. Ela viveu lá até o ensino médio e então se mudou para Aomori. Depois da gradução, foi para Tóquio, onde obteve uma licença para trabalhar como professora em uma creche e atuou como tal, posteriormente também como vendedora.
Em 1994, Sato Hiromi se tornou parte da banda Satyagraha, onde era vocalista e tecladista. A banda gravou apenas um álbum, Park, antes de se dissolver em 2000. No mesmo ano, ela fez sua estreia solo com a música "Shield", que servia como tema de encerramento do jogo Kanaria. Em outubro de 2001 ela lançou seu primeiro álbum de estúdio, Looking for sign, título que referencia uma das músicas lançadas pela banda Satyagraha. O álbum reunia músicas temas de diversos jogos. Em 2003, Hiromi começou a cantar músicas para animações japonesas, como o anime Green Green e Onegai Twins (junto da cantora KOTOKO).
Em 2005, Hiromi também atuou como dubladora, da personagem Rena Rune do anime Genesis of Aquarion. Posteriormente, também atuou em outros papeis de dublagem.
Em 2007, Hiromi abriu uma empresa, a agência S Inc, que funcionou independentemente até primeiro de abril de 2024, quando se fundiu com a ARIA Entertainment. Agora, a S Inc. funciona como um departamento da ARIA Entertainment.
Ao longo de sua carreira, Hiromi participou de diversos eventos e projetos, como a unit GLS (junto de yozuca* e YURIA) e o Anisama Girls Night, com nomes famosos na época, além de seus trabalhos solo.
Em 2011, a tsunami que atingiu o Japão foi devastadora em Ootsuchi e Hiromi perdeu seu pai na tragédia. Ela juntou dinheiro de doações para a reconstrução da cidade e trabalha até hoje como embaixadora das relações públicas de Ootsuchi.
Em dezembro de 2016, Hiromi se aposentou para poder focar nos negócios da empresa, encerrando sua carreira de cantora com um último concerto. No entanto, Hiromi fez uma participação especial no concerto comemorativo de 15 anos de carreira da cantora Faylan, filiada à S Inc., cantando o dueto Witch's Garden. Além disso, também gravou uma música para uma animação postada no YouTube, Golden God, que tem a prefeitura de Iwate como tema.

## Discografia
Álbuns de Estúdio
- Hiromi Sato Theme Song Collection ~Looking for sign~ (30/10/2001)
- Sugar Kiss (22/01/2003)
- Angelica (24/02/2005)
- Brilliant Moon (25/05/2007)
- Merry! Merry-Go-Round (04/02/2009)
- Sato Hiromi THE BEST -Sky Blue- (22/09/2010)
- Sato Hiromi THE BEST -Ever Green- (22/09/2010)
- RiSE (22/08/2012)  Singles
- Guri Guri (06/08/2003)
- Second Flight (KOTOKO X HIROMI) (24/07/2003)
- Angelic Symphony (25/06/2004)
- Owarinaki Prelude (26/11/2004)
- Koeda-chan no Ohayahho (23/12/2004)
- Akatsuki no Sora wo Kakeru (19/01/2005)
- Sugar season vol. 1: Harukaze (30/03/2005)
- Sugar season vol. 2: Natsuhana (29/06/2005)
- Milktea Kiss (13/07/2005)
- Hello Goodbye (21/07/2005)
- Toki no Musoubana (03/08/2005)
- Sugar season vol. 3: Akitsuki (26/10/2005)
- Sugar season vol. 4: Fuyu Koi (21/12/2005)
- Tears in snow (23/12/2005)
- Dream Maker (17/03/2005)
- Cause your love ~shiroi melody~(28/07/2006)
- Venus Dream (24/11/2006)
- Sayonara (24/08/2007)
- Taiyou no Aria (25/06/2008)
- Amber World (17/12/2008)
- Shukufuku no Campanella (30/01/2009) ft. NANA
- Promise: Tsukiyo no Kioku (24/04/2009)
- Sorairo (26/08/2009)
- Kaiki Shinsei - recurrent nova - / Natsukaze Nostalgia ft. KOTOKO (07/08/2013)